# Кота Бару
Кота Бару (на малайски: Kota Bharu; на китайски: 哥打巴鲁) е град в Западна Малайзия. Населението му е 577 301 жители (2009 г.), което го прави 10-и по население в страната. 70% от населението са мюсюлмани. Площта му е 394 кв. км. Намира се в часова зона UTC+8. Телефонният му код е 09.